# Salix fedtschenkoi
Salix fedtschenkoi là một loài thực vật có hoa trong họ Liễu. Loài này được Goerz miêu tả khoa học đầu tiên năm 1931.